# オルチェネンゴ
オルチェネンゴ（伊: Olcenengo）は、イタリア共和国ピエモンテ州ヴェルチェッリ県にある、人口約800人の基礎自治体（コムーネ）。

## 地理

### 位置・広がり
| 隣接するコムーネは以下の通り。 - カレザナブロト - カザノーヴァ・エルヴォ - コッロビアーノ - クイント・ヴェルチェッレーゼ - サン・ジェルマーノ・ヴェルチェッレーゼ - ヴェルチェッリ |